# Godhra
Godhra är en stad nordöst om Vadodara i den indiska delstaten Gujarat och är centralort i distriktet Panch Mahals. Folkmängden uppgick till 143 644 invånare vid folkräkningen 2011, med förorter 162 436 invånare.
Befolkningen i staden är huvudsakligen muslimsk. Sedan Indiens självständighet 1947 har vid ett flertal tillfällen allvarliga och våldsamma sammanstötningar inträffat i Godhra mellan muslimska och hinduiska grupper.